# Giancarlo Migliavacca
Giancarlo Migliavacca (Caronno Pertusella, 7 febbraio 1936 – Alessandria, 23 febbraio 2018) è stato un calciatore italiano.

## Caratteristiche tecniche
Nato come mezzala, ha giocato prevalentemente come mediano pur facendosi apprezzare anche in altro ruoli (terzino, stopper o libero).

## Carriera
Dopo gli esordi nella Caronnese passò al settore giovanile del Milan, che nell'autunno 1955 lo cedette in prestito al Piacenza, nel campionato di Serie C 1955-1956. Tornò poi al Milan con cui vinse un Torneo di Viareggio nel 1957 ed esordì in Serie A nella stagione 1957-1958, nell'incontro Fiorentina-Milan 4-3 dell'11 maggio 1958. Collezionò tre presenze anche nel vittorioso campionato 1958-1959, prima di venire ceduto all'Alessandria nella trattativa che avrebbe portato il giovane Gianni Rivera a vestire la maglia rossonera nella stagione successiva.
Con i piemontesi giocò per il resto della sua carriera, fino al 1966, tra Serie A (nell'ultimo campionato di massima serie disputato dai grigi, nel 1959-1960) e Serie B; con 206 presenze in campionato è il nono giocatore più presente di sempre nelle file della compagine grigia.
Svincolatosi dall'Alessandria, nell'autunno 1966 tornò per una stagione al Piacenza, sempre in Serie C, senza però trovare spazio in prima squadra.
Conta complessivamente 37 presenze e un gol in Serie A.

## Dopo il ritiro
Terminata la carriera, si stabilisce definitivamente ad Alessandria con la famiglia aprendo un negozio.

## Palmarès

### Club

#### Competizioni nazionali
- Campionato italiano: 1

Milan: 1958-1959
- Torneo di Viareggio: 1

Milan: 1957